# ماك كامينغز
ماك كامينغز (بالإنجليزية: Mack Cummings)‏ هو لاعب كرة قدم أمريكية أمريكي، ولد في 3 مارس 1959 في غينزفيل في الولايات المتحدة.

## وصلات خارجية
- ماك كامينغز على موقع مرجع كرة القدم المحترفة.كوم (الإنجليزية)